# Un condor per amico
Un condor per amico (Contrary Condor) è un film del 1944 diretto da Jack King. È un cortometraggio animato della serie Donald Duck, prodotto dalla Walt Disney Productions e uscito negli Stati Uniti il 21 aprile 1944, distribuito dalla RKO Radio Pictures.

## Trama
Paperino è un ornitologo e sta cercando un uovo di condor delle Ande. Giunto vicino a un nido, trova due uova; mentre Paperino cerca di rubarne uno, dall'altro fuoriesce il piccolo di condor. Poco dopo arriva mamma condor, costringendo Paperino a nascondersi nell'uovo rotto e poi a fingersi il suo piccolo appena nato. Subito dopo mamma condor insegna al piccolo e a Paperino a volare, ma quest'ultimo, non essendone in grado, oppone resistenza. Il papero decide quindi, con uno stratagemma, di far credere a mamma condor di essere caduto in un corso d'acqua ed essere annegato. Mentre lei piange, Paperino cerca di appropriarsi dell'uovo, ma il piccolo di condor glielo impedisce. Paperino tenta di riprenderselo, ma cade insieme all'uovo, finendo nel corso d'acqua, e riuscendo ad acchiappare l'uovo prima che si rompa, con gioia di mamma condor, che riporta al nido Paperino, il pulcino e l'uovo.

## Distribuzione

### Edizione italiana
Il corto fu distribuito in Italia l'11 aprile 1963 nel programma Avventure di caccia del prof. De Paperis; il doppiaggio fu eseguito dalla C.D.C. e curato da Roberto De Leonardis. Il corto fu poi ridoppiato nel 1987 dalla Mops Film per l'inserimento nella videocassetta I 50 anni folli di Paperino. Nel 1994, per l'inclusione nella VHS Paperino 60 anni di allegria, il corto fu nuovamente ridoppiato dal Gruppo Trenta. Tale doppiaggio venne poi utilizzato nelle varie successive occasioni.

### Cinema
- Avventure di caccia del prof. De Paperis (11 aprile 1963)[1][2][3][4]

### Edizioni home video

#### VHS
- Le avventure di caccia del prof. De Paperis (dicembre 1985)[3]
- I 50 anni folli di Paperino (gennaio 1987)[5]
- Cartoon Classics – Paperino 60 anni in allegria (settembre 1994)[6]
- Paperino campione di allegria (ottobre 2001)[7]

#### DVD
Il cortometraggio è incluso nel DVD Walt Disney Treasures: Semplicemente Paperino - Vol. 2.